# Belga melegvérű
A belga melegvérű vagy BWP ( hollandul: Belgisch Warmbloed Paardenstamboek ) viszonylag újonnan kialakított lófajta.

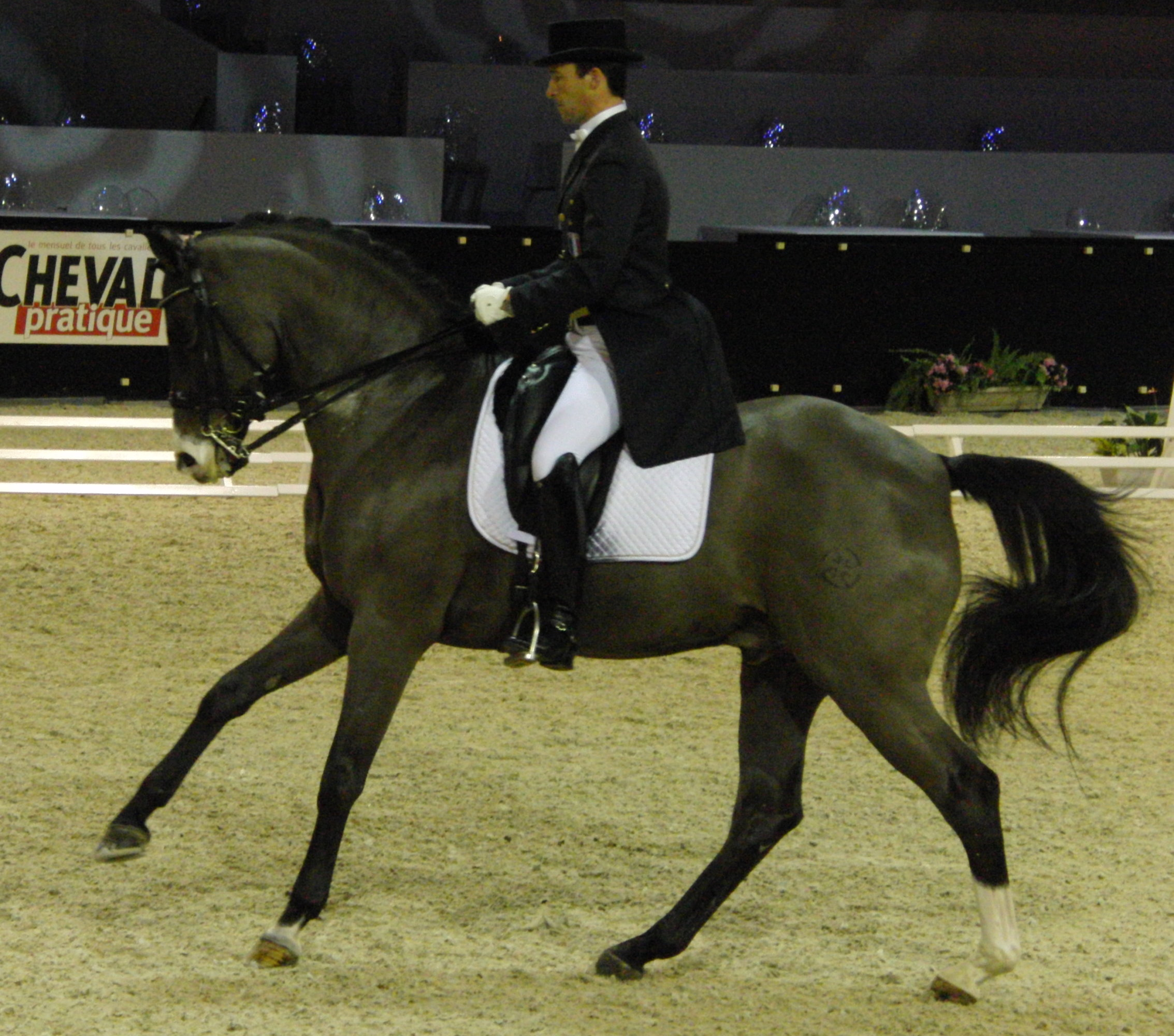
Whitni Star Marc Boblettel a nyergében, a lovon a Warmblood méneskönyv bélyege látszik.

Azok a lovak számítanak belga melegvérűeknek, amelyek a Belgisch Warmbloed Paard méneskönyvben szerepelnek.
Kialakítói nagyszerű sportlovat álmodtak meg, mikor elkezdték a fajta tenyésztését. Belgiumban évente több, mint 4500  belga melegvérű csikó születik.

## Története
A belga melegvérűt sportcélokra tenyésztik, az erre irányuló nemesítési törekvések már az 1950-es években megkezdődtek.

### Elődei
- Gelderlandi
- Francia hátasló - Selle français
- Hannoveri
- Angol telivér

## Tenyésztése
Tenyésztésének kezdete az 1950-es évekre nyúlik vissza. Nagy gondot fordítottak az elődökre, hogy a lehető legjobb csikók szülessenek, így biztosították a fajta "sikerét". Néhány Holland melegvérűt is eredményesen bevontak a tenyésztésbe, melyeknek nagyon sok előnye lett a fajta kialakításában.

## Jellemzői
Az elődként felsorolt fajtáknak köszönhetően egy erőteljes, jó mozgású lovat nemesítettek, mely kiváló vérmérsékletű és igazi sport lóhoz illően gyors is. A belga melegvérűek iránt - megbízhatóságuk miatt - igen nagy a kereslet, ennek köszönhetően virágzó exportpiacuk alakult ki. A fajta tökéletes verseny-, vagy akár hobbiló is lehet. Marmagassága 170 cm körül van.
- Ismertetőjegyei:
  - különösen jó elhelyezkedésű mar,
  - a gelderlandi háttér ellenére a válltájék igásló jelleget nem mutat,
  - a tömeges, dongás törzs mély, a hát kicsit sem hosszú,
  - nagy hangsúlyt fektetnek a lábak tökéletességére és a paták egészségére a tenyésztők,
  - az angol telivér és az anglo-arab hatását mutatja a figyelmes fej.